# مهرنرسة
مهرنرسه أو مهرنرسى، كان الوزير الأعظم للساسانيين خلال فترة حكم يزدجرد الأول وبهرام الخامس ويزدجرد الثاني. وُلدَ مهرنرسه في القرن الرابع ميلادي في مقاطعة اردشير خوره. كان لمهرنرسه ثلاثة أبناء هم زُوران داد وكاردار ومهاجشنسب.
أصبح مهرنرسه الوزير الأعظم للمرة الأولى خلال فترة حكم يزدجرد الأول بعد تخريب معبد النار الزارداشتي من قبل المسيحيين و زيادة اضطهاد المسيحيين في الامبراطورية الساسانية. قام مهرنرسه بالتفاوض مع البيزنطيين خلال فترة بهرام ونتجت المفاوضات إلى القيام بالصلح بين الفرس والروم عام 422 ميلادي.

## نسبه
بحسب الطبري فإن نسل مهرنرسه يرجع إلى القائد الأسطوري كاشتاسب و الحاكم الأول للبارثيين ارشك الأول. في سنة 453م قام يزدجرد الثاني بنقل حكمه إلى نيسابور في خراسان لمواجهة خطر الهياطلة، وعين يزدجرد الثاني مهرنرسه على أمور الدولة إلى أن يرجع الشاه. بعدها في آواخر حياة مهرنرسه، قام بالابتعاد عن الحكم وقام بالبقاء في بارس.

## عائلته
كان لدى مهرنرسه ثلاثة أبناء.أولهم زوران داد والذي كان “رهبر روحانيون” والتي تعني حرفياً قائد رجال الدين وكان هذا المنصب بمثابة قاضي القضاة. ابنه الثاني كان يدعى كاردار والذي كان قائداً للجند، والثالث كان يدعى ماه جشنسب وكان رئيساً للفلاحيين.

## أعماله العمرانية

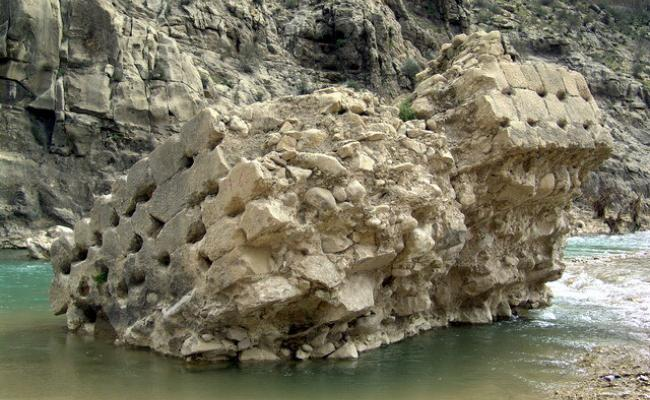
بقايا جسر مهرنرسه في جور

في بدايات القرن الخامس قام مهرنرسه ببناء جسر في جور في فيروز آباد. وُجدَ نقش مكتوب على جسر جور مكتوب فيه” بني هذا الجشر بأمر من مهرنرسه، الوزير الأعظم من أجل روحه على نفقته الخاصة… فليبارك أي شخص يستخدم هذا الطريق مهرنرسه وأبنائه" .كما أمر مهرنرسه ببناء أربع قرى تحتوي على معابد النار. كما أمر أيضاً ببناء معبد نار خامس آبروان والذي يُعتقد بأنه نفس المعبد الذي زاره الإصطخري في القرن العاشر الميلادي، والذي قال فيه بأنه وجد نقشاً يقول فيه بأن هذا المعبد كلف 30،000 درهم لبنائه.